# F1 2012 (jeu vidéo)
 (juillet 2017).
Si vous disposez d'ouvrages ou d'articles de référence ou si vous connaissez des sites web de qualité traitant du thème abordé ici, merci de compléter l'article en donnant les références utiles à sa vérifiabilité et en les liant à la section « Notes et références ».
F1 2012 est un jeu vidéo de course basé sur la saison 2012 du championnat du monde de Formule 1. Le jeu fut dévoilé à l'E3 de Los Angeles en 2012. La version OS X du jeu a été publiée par Feral Interactive le 20 décembre 2012. Il succède à F1 2011.

## Mode Champions
Jenson Button, Sebastian Vettel, Fernando Alonso, Lewis Hamilton, Kimi Räikkönen et Michael Schumacher auront leur propre circuit et il faudra les battre pour progresser. Un mode qui devrait logiquement permettre de revivre les plus grands moments de la saison, et de changer l'histoire.

## Test des jeunes pilotes
Mode totalement nouveau, le test des jeunes pilotes a pour objectif de faire découvrir les commandes de base du jeu par le biais d'un didacticiel de deux journées qui se déroule sur le circuit Yas Marina d'Abu Dhabi. Le joueur doit choisir Red Bull Racing, la Scuderia Ferrari ou McLaren Racing pour y participer. Les résultats permettent de débloquer certaines écuries (Marussia F1 Team, HRT Formula One Team, Caterham F1 Team, Scuderia Toro Rosso, Force India, Williams F1 Team) pour commencer le mode carrière.

## Pilotes et écuries
| Écurie                        | Constructeur  | Châssis | Moteur               | Pneus | no | Pilotes            |
| ----------------------------- | ------------- | ------- | -------------------- | ----- | -- | ------------------ |
| Red Bull Racing               | Red Bull      | RB8     | Renault RS27-2012    | P     | 1  | Sebastian Vettel   |
| Red Bull Racing               | Red Bull      | RB8     | Renault RS27-2012    | P     | 2  | Mark Webber        |
| Vodafone McLaren Mercedes     | McLaren       | MP4-27  | Mercedes AMG FO 108Z | P     | 3  | Jenson Button      |
| Vodafone McLaren Mercedes     | McLaren       | MP4-27  | Mercedes AMG FO 108Z | P     | 4  | Lewis Hamilton     |
| Scuderia Ferrari              | Ferrari       | F2012   | Ferrari 056          | P     | 5  | Fernando Alonso    |
| Scuderia Ferrari              | Ferrari       | F2012   | Ferrari 056          | P     | 6  | Felipe Massa       |
| Mercedes AMG Petronas F1 Team | Mercedes-Benz | F1 W03  | Mercedes AMG FO 108Z | P     | 7  | Michael Schumacher |
| Mercedes AMG Petronas F1 Team | Mercedes-Benz | F1 W03  | Mercedes AMG FO 108Z | P     | 8  | Nico Rosberg       |
| Lotus F1 Team                 | Lotus         | E20     | Renault RS27-2012    | P     | 9  | Kimi Räikkönen     |
| Lotus F1 Team                 | Lotus         | E20     | Renault RS27-2012    | P     | 10 | Romain Grosjean    |
| Sahara Force India F1 Team    | Force India   | VJM05   | Mercedes AMG FO 108Z | P     | 11 | Paul di Resta      |
| Sahara Force India F1 Team    | Force India   | VJM05   | Mercedes AMG FO 108Z | P     | 12 | Nico Hülkenberg    |
| Sauber F1 Team                | Sauber        | C31     | Ferrari 056          | P     | 14 | Kamui Kobayashi    |
| Sauber F1 Team                | Sauber        | C31     | Ferrari 056          | P     | 15 | Sergio Pérez       |
| Scuderia Toro Rosso           | Toro Rosso    | STR7    | Ferrari 056          | P     | 16 | Daniel Ricciardo   |
| Scuderia Toro Rosso           | Toro Rosso    | STR7    | Ferrari 056          | P     | 17 | Jean-Éric Vergne   |
| Williams F1 Team              | Williams      | FW34    | Renault RS27-2012    | P     | 18 | Pastor Maldonado   |
| Williams F1 Team              | Williams      | FW34    | Renault RS27-2012    | P     | 19 | Bruno Senna        |
| Caterham F1 Team              | Caterham      | CT01    | Renault RS27-2012    | P     | 20 | Heikki Kovalainen  |
| Caterham F1 Team              | Caterham      | CT01    | Renault RS27-2012    | P     | 21 | Vitaly Petrov      |
| HRT Formula 1 Team            | HRT           | F112    | Cosworth CA2012k     | P     | 22 | Pedro de la Rosa   |
| HRT Formula 1 Team            | HRT           | F112    | Cosworth CA2012k     | P     | 23 | Narain Karthikeyan |
| Marussia F1 Team              | Marussia      | MR01    | Cosworth CA2012k     | P     | 24 | Timo Glock         |
| Marussia F1 Team              | Marussia      | MR01    | Cosworth CA2012k     | P     | 25 | Charles Pic        |

## Circuits
| no | Grand Prix                    | Lieu              |
| -- | ----------------------------- | ----------------- |
| 1  | Grand Prix d'Australie        | Melbourne         |
| 2  | Grand Prix de Malaisie        | Sepang            |
| 3  | Grand Prix de Chine           | Shanghai          |
| 4  | Grand Prix de Bahreïn         | Sakhir            |
| 5  | Grand Prix d'Espagne          | Barcelone         |
| 6  | Grand Prix de Monaco          | Monaco            |
| 7  | Grand Prix du Canada          | Montréal          |
| 8  | Grand Prix d'Europe           | Valence           |
| 9  | Grand Prix de Grande-Bretagne | Silverstone       |
| 10 | Grand Prix d'Allemagne        | Hockenheim        |
| 11 | Grand Prix de Hongrie         | Budapest          |
| 12 | Grand Prix de Belgique        | Spa-Francorchamps |
| 13 | Grand Prix d'Italie           | Monza             |
| 14 | Grand Prix de Singapour       | Singapour         |
| 15 | Grand Prix du Japon           | Suzuka            |
| 16 | Grand Prix de Corée du Sud    | Yeongam           |
| 17 | Grand Prix d'Abou Dabi        | Yas Marina        |
| 18 | Grand Prix d'Inde             | Greater Noida     |
| 19 | Grand Prix des États-Unis     | Austin            |
| 20 | Grand Prix du Brésil          | São Paulo         |

## Modes de jeux

### Course Rapide
Le mode course rapide vous permet d'incarner un des vingt-quatre pilotes du plateau de Formule 1, sur le circuit que vous souhaitez. Vous pouvez choisir la distance (3 tours, 5 tours, 25 % de la distance du vrai Grand Prix, 50 % de la distance du vrai Grand Prix, ou la totalité de la distance prévue). Vous pouvez choisir la météo (dégagé, couvert, pluvieux, dynamique...) et l'application de la voiture de sécurité, qui interviendra en cas de graves accidents.

### Multijoueur
* En Ligne : Ce mode vous permet d'affronter des joueurs du monde entier lors de courses tout en restant dans votre salon.
* Écran partagé : Ce mode permet au joueur d'affronter un ou plusieurs amis sur le même téléviseur et d'y vivre d'épiques courses sans nécessairement créer de compétition.
Lors d'une expérience de jeu en écran partagé, les joueurs ont chacun une moitié du téléviseur en leur possession (2 joueurs).

### Carrière
* Tests jeunes pilotes : Les tests jeunes pilotes se déroulent à la fin de la saison saison 2011 sur le circuit d'Abou Dabi. Le jeu commence automatiquement par ce mode afin d'apprendre a maîtriser une Formule 1. Vous accomplissez ces tests sous les couleurs de Red Bull, McLaren ou Ferrari selon votre choix. Après deux jours d'essais, où vous croiserez d'autres jeunes pilotes tels que Jules Bianchi (Ferrari), Jean-Éric Vergne (Red Bull), Oliver Turvey (McLaren Racing), Alexander Rossi (Caterham) et Sam Bird (Mercedes Grand Prix) vous pourrez prétendre a un baquet dans l'une des écuries de fond de grille proposée selon votre réussite.
* Carrière: Le mode carrière vous permettra de faire briller et évoluer votre pilote à travers le temps et les écuries. Ce mode qui se déroule sur 5 saisons, accentue sur la dualité avec votre coéquipier, ainsi qu'avec votre rival. Vous aurez aussi pour but d'atteindre des objectifs fixés par votre écurie, et de faire progresser la voiture avec les meilleurs résultats possibles pour faire croitre votre cote.